# Newcastle Waters

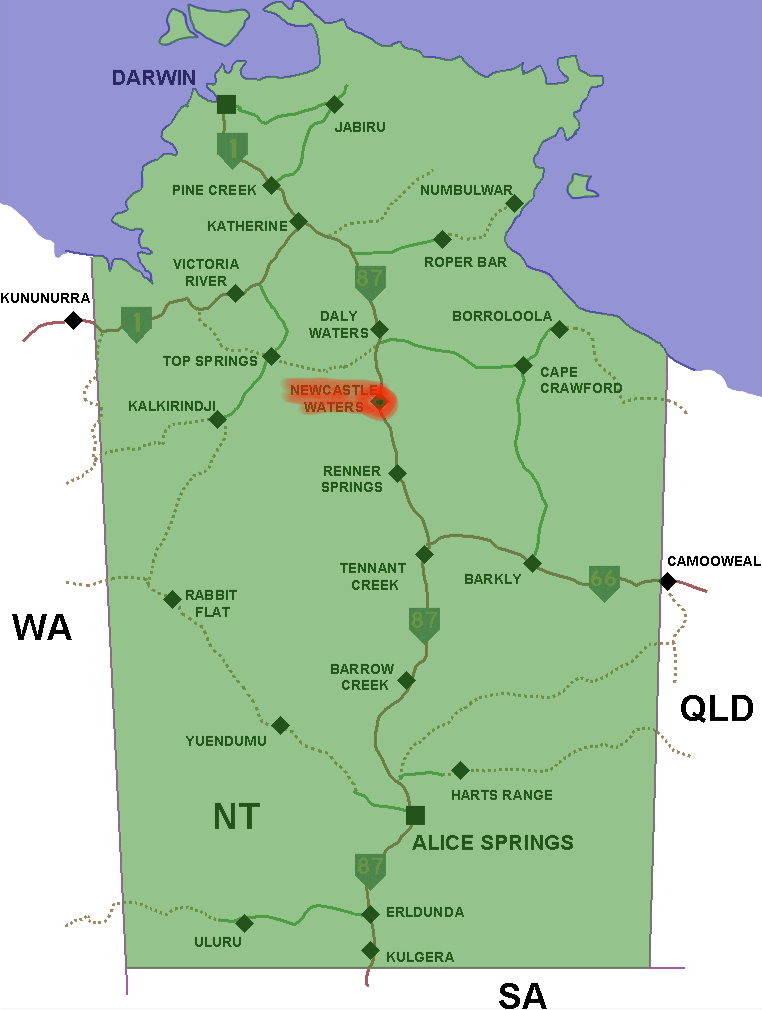
localização de Newcastle Water nos Territórios do Norte

Newcastle Waters é um pequeno povoado, localizado no Território do Norte,Austrália.O povoado é praticamente inabitado. A acomodação mais próxima se encontra a 23 km ao sul de Elliott. 